# Argo, un viaggio nella storia
Argo, un viaggio nella storia è un programma televisivo italiano condotto da Valerio Massimo Manfredi e andato in onda su Rai Storia nel 2016. Si tratta di un magazine condotto da Valerio Massimo Manfredi con servizi legati all'argomento della puntata, partendo dal passato e avvicinandosi al presente.

## Puntate e argomenti trattati
Ecco un elenco delle puntate con il loro titolo (argomento trattato) in ordine di andata in onda.
1. La giovinezza celebrata
2. La Ricchezza
3. La Libertà
4. La Velocità
5. La Frontiera
6. Il Coraggio
7. Il viaggio
8. Il sogno
9. Il tradimento
10. L'invenzione
11. La sfida
12. Il corpo